# Tullhus

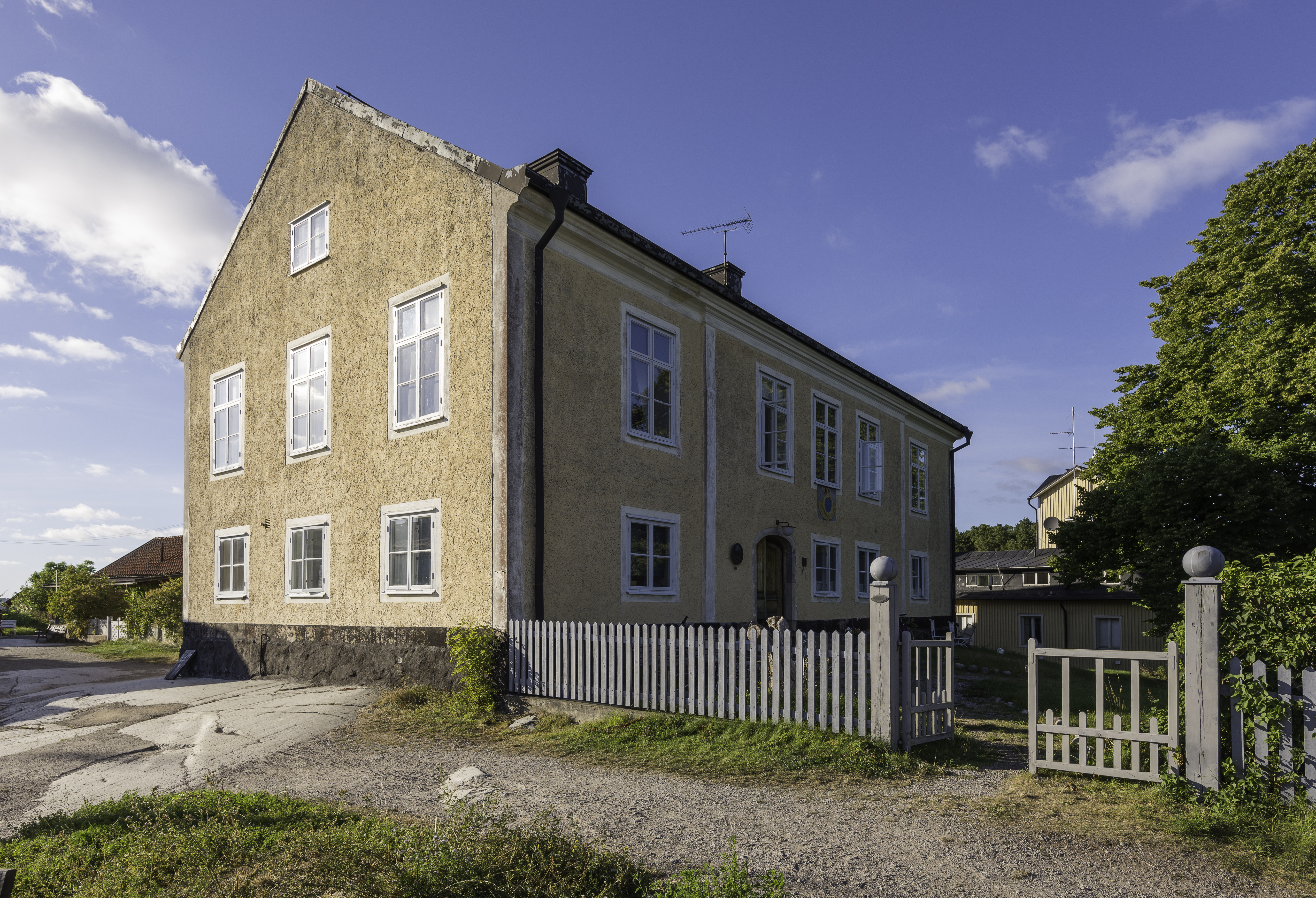
Sandhamns tullhus.

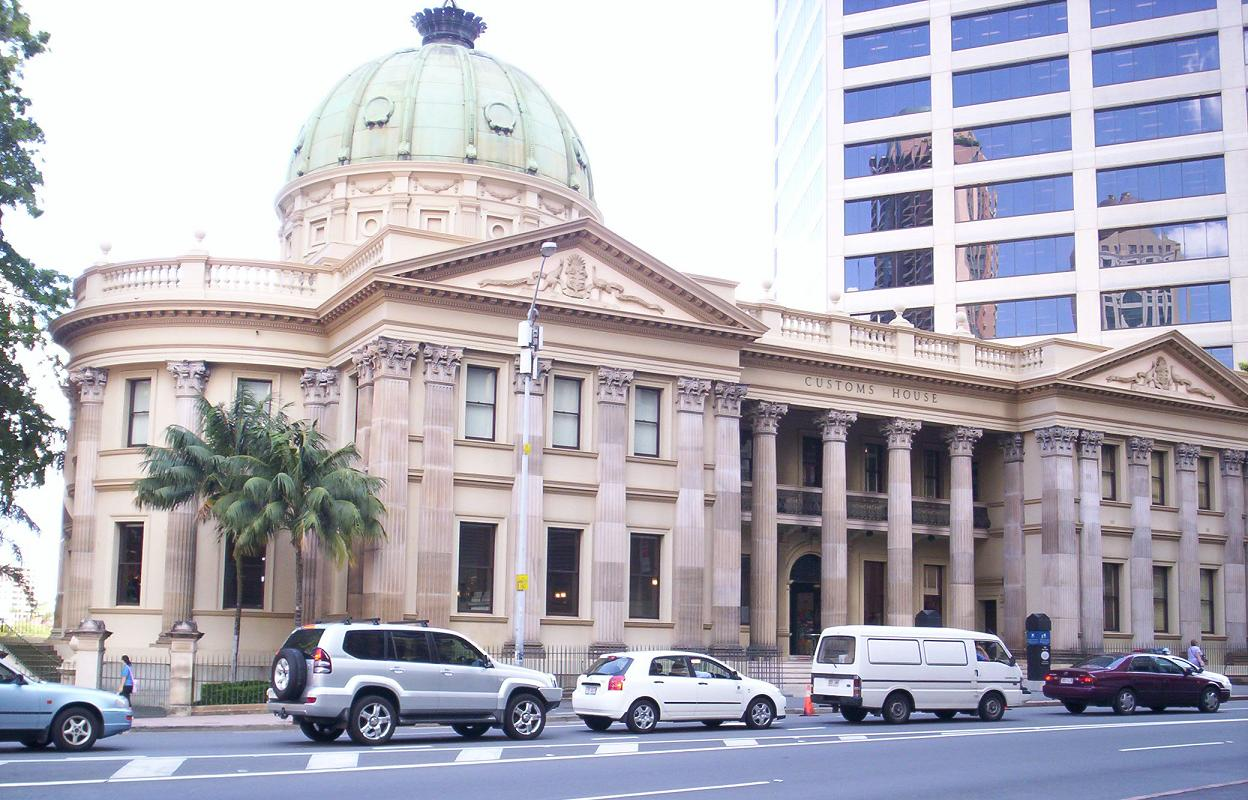
Tullhuset i Brisbane, Australien.

Ett tullhus var en kontorsbyggnad för tulltjänstemän som behandlade administrationen kring import och export av varor till och från ett land. Dessa tjänstemän samlade också in tull för importerade varor.
Huset var vanligtvis beläget i en hamnstad eller i en stad vid en större flod som mynnade ut i havet. De styrande stationerade tjänstemän i sådana ankomsthamnar för att samla in skatter och reglera handel. På vissa platser förekom att packhus även fungerade som tullhus varför dessa byggnader ibland kallades just tullpackhus. 
På grund av teknisk utveckling, den ökade volymen av internationell handel och flygresor så är företeelsen idag föråldrad och tullhusen har inte längre något syfte. Många tullhus har omvandlats till annat, som museer eller medborgarhus. 